# Mastacembelus dayi
Espèce
Statut de conservation UICN

 LC  : Préoccupation mineure
Synonymes
- Mastacembelus dayi Boulenger (1912)

Mastacembelus dayi est une anguille épineuse de la famille des Mastacembelidae.

## Localité
Cette "masta" est endémique de l'Asie à Myanmar.

## Taille
Cette espèce mesure une taille maximale de 30.6 centimètres.